# 益田克也
益田克也（ますだ かつや、1958年 - ）は、石川県出身のアマチュアマジシャン、マジッククリエーター。
本職は写真の製版業務だが、マジックの道具を考案するマジッククリエーターとしても活躍している。デビッド・カッパーフィールドも顧客の一人である。
2005年には第15回厚川昌男賞を受賞している。

## 代表作
以下の作品は全て商品化されており、東急ハンズの手品道具売り場でも入手できる。
- WOW!

カードマジック。半透明のカードフレームの中に入れられたカードが、あらかじめ観客にサインしてもらったカードへと徐々に変化する。このマジックを深井洋正がアメリカでランス・バートンに見せたところ、彼の第一声が「WOW!」だったのでこの名がついた。今では「WOW!ブランク」という名でも売られている。
- Ｖランクカード

カードマジック。2枚のカードを用いる。カードの絵柄が変化する。
- アンビリーシャスカード

カードマジックのひとつであるアンビシャスカードになぞられたマジック。観客にサインしてもらったカードをデックの中ほどに差し込む。このあとデックのトップからサインカードが出現するのがアンビシャスカードの現象だが、本作品の場合は、残りのデックが消えてサインカード1枚だけになってしまう。テレビでも放映された。
- ジョーカーなのに

カードマジック。ジョーカーをカードケースの中に入れて弾くと、あらかじめ観客に選んでもらったカードに変化する。
- お星さま返して

カードマジック。カードの片隅にあいた星型の穴が消失する。
- ドラマティック・エンビロウ

観客に5枚のESPカードから任意に1枚を選んでもらうが、それが予言されている。
- ザ・ブレイド

カッターナイフで紙幣を切り裂くが、なぜか紙幣には傷ひとつない。
- あわてない、あわてない！

黒のアクリルケースに観客のカードが予言されてある。
- なぜか写っちゃうんです

白いカードがケースの中で観客のカードに変化する。
- F.B.H.
- 3枚のカードダス
- 隠してもムダ
- Xゾーン
- あながあくほど見つめて
- あなたの好きな時間